# Пальцо (Брянский район)
Пальцо́ — посёлок в Брянском районе Брянской области. Образует самостоятельное Пальцовское сельское поселение.
Расположен в лесном массиве в 20 км к северу от города Карачева, в 35-40 км к востоку от Брянска. Население — 629 человек.
Имеется отделение связи, сельская библиотека. С 1999 года в приспособленном помещении действует православный храм Георгия Победоносца. Действует регулярное автобусное сообщение с Брянском (через Карачев).

## История
Район современного посёлка Пальцо с XIX века был известен большими запасами торфа. Именно здесь производились его первые в России промышленные разработки (1873—1883), однако в то время поселения здесь ещё не существовало.
В 1930-е годы, после ввода в эксплуатацию Брянской ГРЭС, велось активное строительство узкоколейных железнодорожных линий для доставки торфа с ближайших месторождений. В 1937 году на 21-м километре от Белых Берегов был основан посёлок «77-й участок», вскоре получивший название Пальцо (по расположенному здесь урочищу). После Великой Отечественной войны было основано одноимённое торфопредприятие и станция узкоколейной железной дороги с локомотивным депо (ныне демонтированы).
В 1939 году посёлок Пальцо стал центром Пальцовского сельсовета; с 1949 по 1997 гг. имел статус посёлка городского типа.

## Демография
| 1959 | 1970  | 1979  | 1989  | 2010  | 2012 | 2013 | 2014 | 2015 |
| ---- | ----- | ----- | ----- | ----- | ---- | ---- | ---- | ---- |
| 2312 | ↘1720 | ↘1653 | ↘1427 | ↘1010 | ↘986 | ↘975 | ↘944 | ↘939 |
| 2016 | 2017  | 2018  | 2019  | 2020  | 2021 |      |      |      |
| ↘924 | ↘897  | ↘880  | ↘857  | →857  | ↘629 |      |      |      |

## Выдающиеся уроженцы
- Журавлёв, Фёдор Владимирович (1988—2015), капитан ВС РФ, погибший при выполнении боевых задач в Сирийской Арабской Республике, кавалер ордена Кутузова (посмертно)[16].
- Битков Игорь Александрович (2003-2022), рядовой ВС РФ, награждён орденом Мужества (посмертно) за выполнение боевых задач на территории Украины.
- Денисов, Александр Владимирович (1987-2022), майор ВС РФ, награждён орденом Мужества (посмертно) за выполнение боевых задач на территории Украины.